# Paratropis chami
Paratropis chami (лат.) — вид мигаломорфных пауков рода Paratropis из семейства Paratropididae. Южная Америка: Колумбия (департамент Магдалена). Видовое название происходит от имени, обозначающее исконную общину коренных жителей под названием Эмбера Чами (Emberá Chamí) из региона, где был собран типовой материал.

## Описание
Длина около 1 см (карапакс 4,28 мм, брюшко 4,71 мм; хелицеры самки около 2 мм). Тело с вкраплениями частиц почвы; карапакс и ноги красновато-тёмно-коричневые, хелицеры тёмно-коричневые, брюшко серовато-коричневое. Отличается от большинства видов рода, кроме Paratropis lluspiosa (Колумбия, Эквадор) и Paratropis cryptica (Эквадор), морфологией пальпальной луковицы, которая постепенно сужается к вершине эмболуса (у других видов резко сужена в базальном тегулуме); вершина эмболуса прямая. Отличается от P. lluspiosa и P. cryptica более коротким и широким пальпальным бульбусом. Кроме того, отличается от Paratropis celiae и Paratropis manauara (Бразилия) отсутствием субапикального треугольного зубца на эмболусе и отличается от P. lluspiosa наличием крупных заметных абдоминальных бугорков. Для Paratropis chami как у других видов рода характерно наличие нижнего тарзального когтя (ITC, inferior tarsal claw) на ногах передней пары I, двух пар спиннерет (задней срединной PMS, posterior median spinnerets и задней боковой PLS, posterior lateral spinnerets). Брюшко самцов с крупными, заметными бугорками, каждый из которых имеет палочковидную щетинку. Эти бугорки расположены вдоль дорсальной поверхности брюшка и в задней и боковых частях вентральной поверхности. Отверстия легких выступающие, овальные, склеротизованные. Пальпы: цимбиум с двумя неравными долями, разделенными склеротизованной бороздкой. Пальпальная луковица субконическая, широкая, тегулум-эмболус постепенно сужается к вершине; вершина упругая, но уплощенная. Паутинные бородавки: PMS длиной 0,42 мм; PLS длиной 2,46 мм, апикальный сегмент дигитиформный. Базальный сегмент PLS разделен на две неравные кутикулярные пластинки.

## Классификация
Вид был впервые описан в 2025 году уругвайскими арахнологами Emilia Tauber, Carlos Perafán и Fernando Pérez-Miles (Sección Entomología, Facultad de Ciencias, Монтевидео, Уругвай). Таксон Paratropis chami отличается от всех других видов рода Paratropis морфологией пальп.